# Night Light Parade Vol. 1
night light parade vol. 1.1 〜one of the new beginning〜 è il terzo ed ultimo DVD degli High and Mighty Color.

## L'album
Il DVD contiene il concerto della band allo Shibuya Club Quattro di Tokyo, tenutosi il 13 marzo 2010, ultima tappa del night light parade tour che la band sostenne in promozione dell'album Swamp Man.

## Lista tracce
Testi e musiche degli High and Mighty Color, tranne dove indicato.
1. OPENING – 8:06
2. PRIDE (HALCA ver.) – 4:30
3. XYZ (HALCA, Yūsuke, Mackaz) – 3:45
4. OVER (HALCA ver.) – 4:40
5. hate (HALCA, Yūsuke, SASSY) – 4:48
6. Enrai 〜Tooku ni Aru Akari〜 (HALCA ver.) (遠雷 〜遠くにある明かり〜 (HALCA ver.)?) – 5:52
7. NOTICE (HALCA ver.) – 4:13
8. pain (HALCA, Yūsuke, MEG) – 4:23
9. fly me to the other moon／G∞VER (HALCA, Yūsuke, Kazuto／High and Mighty Color) – 7:09
10. 7.2 (HALCA, Yūsuke, MEG) – 5:34
11. eyes (HALCA, Yūsuke, SASSY) – 4:25
12. good bye (HALCA, Yūsuke, MEG) – 4:19
13. Main Conversation – 5:56
14. ROSIER (HALCA ver.) (Luna Sea) – 5:01
15. Ichirin no Hana (HALCA ver.) (一輪の花 (HALCA ver.)?) – 4:34

## Formazione
- HALCA – voce
- Yūsuke – voce
- MEG – chitarra solista; chitarra ritmica in OVER, Enrai 〜Tooku ni Aru Akari〜, NOTICE, eyes, ROSIER e Ichirin no Hana; cori in OVER
- Kazuto – chitarra ritmica; chitarra solista in OVER, Enrai 〜Tooku ni Aru Akari〜, NOTICE, eyes, ROSIER e Ichirin no Hana; assolo di chitarra in hate; cori in OVER
- Mackaz – basso
- SASSY – batteria

## Curiosità
- Per qualche motivo, durante l'esecuzione di OVER il microfono di Yūsuke smette di funzionare per alcuni secondi, impedendogli di eseguire i primi versi del brano.
- Come nel precedente DVD, Mackaz e SASSY eseguono un assolo ciascuno: il primo in fly me to the other moon, il secondo nel finale di G∞VER.